# Rodney Dangerfield
Jack Roy (születési nevén Jacob Rodney Cohen; 1921. november 22. – 2004. október 5.), ismertebb nevén Rodney Dangerfield, Grammy-díjas amerikai stand-up komikus, színész, producer, zenész és szerző volt. Főként az önkritikus egysoros vicceiről volt ismert, és az "I don't get no respect!" (Nem tisztelnek!) szállóigéjéről.
New York városában kezdte stand-upos karrierjét, majd a hatvanas-hetvenes években már késő esti talk show-kban is megjelent, végül pedig Las Vegas kaszinóiban tartott önálló esteket. Jelmondata onnan származik, hogy megpróbálta feldobni egyik viccét: "Bújócskáztam, és meg sem próbáltak megkeresni." Próbálkozott a sablonosnak számító "Annyira..." kezdéssel ("Annyira szegény voltam", "Annyira csúnya volt", stb.), majd azt mondta: "Nem tisztelnek!". Mivel a közönség nagyon jól reagált rá, ez lett végül a szállóigéje.
Már a hetvenes években is voltak kisebb filmszerepei, az igazi áttörés pedig az 1980-as években történt. Először a Golfőrültek című filmben nyújtott remek alakítást, majd az Örökkön örökség és a Vissza a suliba című filmek főszerepében. Élete hátrelévő részében számos szerepben tündökölt, túlnyomórészt vígjátékokban, de az 1994-es Született gyilkosokban egy erőszakos apát alakított. A 2000-es évek elején egészségi állapota már nem engedte meg, hogy sokat szerepeljen, végül 2004-ben egy szívműtét komplikációi következtében kómába esett és elhunyt.

## Élete

### Korai évei
Jacob Rodney Cohen néven született a New York állambeli Deer Parkban (ma Babylon), 1921. november 22-én. Szülei Dorothy Teitelbaum és Phillip Cohen voltak. Anyja az Osztrák-Magyar Monarchiában született. Apja vaudeville komikus volt Phil Roy művésznéven, ritkán volt otthon; Dangerfield évente kétszer látta. Később apja esedezni kezdett fia bocsánatáért, Dangerfield pedig megbocsátott neki.
Anyja kegyetlen  és hideg volt vele egész életében. Gyerekkorában semmilyen szeretet jelét nem mutatta iránta. Élete egyik utolsó interjújában Dangerfield elmondta, hogy a szomszédságában zaklatta egy férfi. A férfi öt centet fizetett Rodney-nak, és öt percig csókolgatta.
Miután apja elhagyta a családot, anyja Dangerfield-del és nővérével a Queens-i Kew Gardensbe költözött. Itt Dangerfield a Richmond Hill High School tanulója volt, ahol 1939-ben végzett. Hogy eltartsa családját, élelmiszereket szállított, illetve újságot és jégkrémet árult a strandon.
15 éves korában elkezdett humoristáknak írni, miközben fellépett egy ellenville-i szállóban. 19 éves korában hivatalosan is Jack Roy-ra változtatta a nevét. Kilenc évig rosszul állt anyagilag, egy ideig éneklő pincérként is dolgozott, mielőtt kirúgták. Később azt mondta, hogy amikor kilépett a showbizniszből, annyira ismeretlenné vált, "hogy csak ő tudta, hogy kilépett."

### Karrierjének kezdete
A hatvanas évek elején visszatért a szórakoztatóiparba. Napközben továbbra is eladóként dolgozott, de visszatért a színpadra, a Catskill-hegyek között több szállóban is fellépett, de továbbra sem volt túlzottan sikeres. Hamarosan eladósodott, és nem hívták fellépni.
Ezt követően rájött, hogy egy "imázs" hiányzott; egy személyiség, akivel a közönség azonosulni tud, valami, ami megkülönbözteti a többi komikustól. Hazatért, és saját tapasztalatai alapján kifejlesztett egy karaktert, akinek semmi sem sikerül, és akit "nem tisztelnek".
Felvette a "Rodney Dangerfield" művésznevet, amelyet Jack Benny komikus is használt már korábban, később Ricky Nelson is használta ezt a nevet a The Adventures of Ozzie and Harriet című sorozatban, illetve a Camp Records egyik énekese is, melynek hatására elterjedt a szóbeszéd, hogy Jack Roy szerződést kötött a Camp Records-szal. Ezt a szóbeszédet ő nem sokkal halála előtt tagadta. Jack Benny karaktere (aki szintén nem örvendett tiszteletnek) nagy hatással volt Dangerfield-re. A Jack Roy név viszont továbbra is Rodney hivatalos neve maradt.

### A sikerek
1967 márciusában a The Ed Sullivan Show-ba kellett egy beugró, így Dangerfield bekerült a műsorba. Előadása fantasztikus siker lett, így később többször feltűnt a műsorban, majd a The Dean Martin Show-ban is rendszeres vendég lett, a The Tonight Show-ban pedig több, mint hetven alkalommal szerepelt.
1969-ben ő és barátja, Anthony Bevacqua megnyitották New York Cityben a Dangerfield's névre hallgató kabaréklubot, ahol ő maga is rendszeresen felléphetett anélkül, hogy országszerte utaznia kellett volna. A klub 2020 októberében zárt be, a koronavírus-világjárvány gazdasági hatásai miatt. A hely számos HBO-műsor felvételének volt a helye, ahol rengeteg, később híressé vált komikus is fellépett, mint Jerry Seinfeld, Jim Carrey, Tim Allen, Roseanne Barr, Robert Townsend, Jeff Foxworthy, Sam Kinison, Bill Hicks, Rita Rudner, Andrew Dice Clay, Louie Anderson, Dom Irrera, és Bob Saget.
1978-ban a Harvard Egyetemre hívták, ahol a diplomaosztó előtti, hagyományosan a végzős évfolyamról szóló napon ő tartotta meg a beszédet.
1980-ban kiadta "No Respect" című lemezét, mely Grammy-díjat nyert. 1983-ban megjelent a "Rappin' Rodney" című lemez, amelyről a címadó kislemezhez videoklip is készült, mely az akkoriban induló MTV egyik népszerű klipje lett.
Dangerfield ekkor, a nyolcvanas évek elején-közepén volt karrierje csúcsán. 1980-ban szerepelt a Golfőrültek című filmben, ahol egy újgazdag ingatlanfejlesztőt alakított a golfklubban. Eredetileg minimális szerepe lett volna a filmben, de mivel ő, Chevy Chase és Bill Murray remekül voltak képesek improvizálni, így több képernyőidőt kapott. Remek alakítása miatt több filmszerep is megtalálta, mint az 1983-as Örökkön örökségben, vagy az 1986-os Vissza a suliba című filmben, mely utóbbinak írója is volt. Stand up-os karakterével ellentétben az általa alakított figurák sikeresek és közkedveltek voltak. Felbukkant a Miller Lite sör reklámjában, valamint Billy Joel "Tell Her About It" című klipjében, majd Lionel Richie "Dancing on the Ceiling" című videójában.
1990-ben elkészítette az NBC számára a "Where's Rodney?" című vígjátéksorozat pilot epizódját, melyet azonban nem követett berendelés. A főszerepben Jared Rushton lett volna látható, akit ugyancsak Rodneynak hívtak, és ha segítségre lett volna szüksége, meg tudta volna idézni Dangerfieldet. 1991-ben az "Ebek közt a legszemtelenebb" című filmben a főszereplő Rover Dangerfield kutyát róla mintázták, és ő adta a hangját is.
1994-ben korábbi komikus szerepeivel ellentétben egy bántalmazó apát alakított a Született gyilkosok című filmben, melyben a szövegeit jelentős részben ő írta. 1995-ben a Filmművészeti és Filmtudományi Akadémia Roddy McDowall javaslatára elutasította a felvételét. Később rajongói tiltakozások hatására a döntésüket megváltoztatták, de Dangerfield ekkor már nem volt hajlandó belépni.
Ugyancsak 1995-ben ő volt az egyik első híresség, aki saját weboldalt indított, az ott megadott e-mail címére író rajongóknak pedig gyakran válaszolt is. Az oldal népszerűsége miatt 1996-ban a Websight magazin Dangerfieldet a száz legbefolyásosabb internetes személyiség listájára is felvette.
1996-ban Larry Burns-t személyesítette meg A Simpson család című animációs sorozatban, és szerepelt a Házi barkács című komédia egyik epizódjában is. 2000-ben a Sátánka című filmben Lucifert, a Sátán apját alakította, az Adam Sandler által alakított karakter nagyapját.
A Smithsonian Intézet a védjegyének számító fehér ing - vörös nyakkendő kombinációt kiállítási tárgyként mutatta be.
Dangerfield volt továbbá az, aki nagy szerepet vállalt Jim Carrey világsztárrá válásában. Miután a nyolcvanas években látta Carreyt fellépni egy los angelesi klubban, Dangerfield szerződtette őt, hogy lépjen fel előtte az egyik las vegas-i fellépésén. Ezt követően a duó két évig együtt turnézott. Dangerfield 2001-es, 80 éves születésnapi vendégeskedése alkalmával a The Tonight Show-ban Carrey volt a meglepetésvendég.

## Magánélete
Kétszer is házas volt Joyce Indiggel: először 1951-ben házasodtak össze, majd 1961-ben elváltak. 1963-ban újra összeházasodtak, majd 1970-ben ismét elváltak. Dangerfield nagyrészt elkülönülve élt a családjától. Két gyerekük született: Brian Roy és Melanie Roy-Friedman.
Dangerfield második felesége Joan Child volt, 1993-tól 2004-ben bekövetkezett haláláig.
Dangerfield-et gyakran összekeverték a színpadi énjével. Felesége úgy írta le őt, mint "kifinomult, udvarias, érzékeny és intelligens", ennek ellenére gyakran vesztesként kezelték. Rendszeres marihuána-fogyasztó hírében állt.
Annak ellenére, hogy zsidó származású, egy interjúban kijelentette, hogy ateista. Hozzátette továbbá, hogy "logikus" ateista.

## Utolsó évei és halála
2001. november 22-én, a nyolcvanadik születésnapján a The Tonight Show vendége volt, ahol stand up előadása közben szívrohamot kapott. A műsorvezető Jay Lenónak feltűnt, hogy valami fura Dangerfield mozgásával, ezért szólt a producernek, hogy hívja a mentőket. Kórházba szállították, ahol lábadozása alatt alaposan felbosszantotta a személyzetet azzal, hogy rendszeresen szívott marihuánát. Egy évvel később, a 81. születésnapján visszatért a műsorba.
2003. április 8-án agyműtétet hajtottak végre rajta azért, hogy egy közelgő szívbillentyű-műtétre felkészülve javítsák a vérkeringését. A szívműtétre 2004. augusztus 24-én került sor a los angelesi Ronald Reagan UCLA Medical Centerben. Amikor arról kérdezték, hogy meddig lesz bent, viccelődve azt válaszolta: "Ha minden jól sikerül, nagyjából egy hétig, ha rosszul, akkor másfél óráig". A műtét nem sikerült jól, kómába esett, és hat héttel később, 2004. október 5-én, 82 éves korában meghalt.
A los angelesi Westwood Village Memorial Park Cemeteryben temették el. Dangerfield halálának napján a weboldalába épített véletlenszerűen vicceket posztoló generátor azt írta ki: "Megmondom maguknak, hogy engem senki nem tisztel. Vettem egy sírhelyet egy fickótól, aki ezután azt mondta: itt jönnek a szomszédok!". Felesége emiatt úgy döntött, hogy az "itt jönnek a szomszédok" felirat felkerül a sírkövére is. A temetése után a "respect" (tisztelet) feliratot vetítették fel az égre, és Farrah Fawcett vezetésével pompás királylepkéket engedtek szabadon.

## Öröksége
A Kaliforniai Egyetem idegsebészei egy műtőt neveztek el utána, valamint megalapították a "Rodney Respect-díjat". Emlékére a Saturday Night Live egy rövid jelenetet mutatott be, ahol Darrell Hammond alakította őt. 2006-ban a Comedy Central számos pályatársa közreműködésével bemutatott egy, az életéről szóló dokumentumfilmet.
2014-ben a Manhattanville College posztumusz doktorrá avatta.

## Szerepei

### Filmekben
| Év   | Film                          | Szerep                   | Magyar hang                              |
| ---- | ----------------------------- | ------------------------ | ---------------------------------------- |
| 1956 | Gyilkosság                    | néző                     |                                          |
| 1971 | The Projectionist             | Renaldi / a denevér      |                                          |
| 1980 | Golfőrültek                   | Al Czervik               | Velenczey István                         |
| 1983 | Örökkön örökség               | Monty Capuletti          | Hollósi Frigyes Barbinek Péter           |
| 1986 | Vissza a suliba               | Thornton Melon           | Kristóf Tibor Kránitz Lajos Pálfai Péter |
| 1988 | Költözés                      | banki alkalmazott        |                                          |
| 1991 | Ebek közt a legszemtelenebb   | Rover Dangerfield        | Uri István                               |
| 1992 | Katicák, avagy hajrá csajok!  | Chester Lee              | Csurka László                            |
| 1994 | Született gyilkosok           | Ed Wilson, Mallory apja  | Kránitz Lajos                            |
| 1995 | Casper                        | önmaga                   |                                          |
| 1997 | Botránytévé                   | Wally Sparks             | Konrád Antal                             |
| 1997 | Casper 2 - Szellemes kezdetek | Johnny Hunt polgármester | Gruber Hugó                              |
| 1998 | A keresztmanus                | Nemeresztapa             | Makay Sándor                             |
| 1998 | Rozsdás, a mentőkutya         | Bandita, a nyúl          |                                          |
| 1999 | Pirates: 3D Show              | kalóz                    |                                          |
| 2000 | Édes hatos                    | Monte Peterson           | Kristóf Tibor                            |
| 2000 | Sátánka                       | Lucifer                  | Rajhona Ádám                             |
| 2002 | A negyedik tenor              | Lupo                     | Besenczi Árpád                           |
| 2004 | Elbaltázott éjszaka           | Jake Puloski             | Szélyes Imre                             |
| 2005 | Angels with Angles            | isten, posztumusz        |                                          |
| 2008 | Hantahíradó                   | önmaga, posztumusz       | Várday Zoltán                            |

### Televízióban
| Év               | Sorozat                                             | Szerep             | Magyar hang |
| ---------------- | --------------------------------------------------- | ------------------ | ----------- |
| 1967-1971        | The Ed Sullivan Show                                | önmaga             |             |
| 1969-1992        | The Tonight Show with Johnny Carson                 | önmaga             |             |
| 1972-1973        | The Dean Martin Show                                | önmaga             |             |
| 1977             | Benny and Barney: Las Vegas Undercover              | menedzser          |             |
| 1979, 1980, 1996 | Saturday Night Live                                 | önmaga             |             |
| 1982             | The Rodney Dangerfield Show: It's Not Easy Bein' Me | önmaga             |             |
| 1983             | Rodney Dangerfield: I Can't Take It No More         | önmaga             |             |
| 1986             | Rodney Dangerfield: It's Not Easy Bein' Me          | önmaga             |             |
| 1988             | Rodney Dangerfield: Nothin' Goes Right              | önmaga             |             |
| 1990             | Where's Rodney                                      | önmaga             |             |
| 1990             | The Earth Day Special                               | Dr. Vinny Boombatz |             |
| 1991             | Rodney Dangerfield's The Really Big Show            | önmaga             |             |
| 1992             | Rodney Dangerfield: It's Lonely at the Top          | önmaga             |             |
| 1993             | In Living Color                                     | önmaga             |             |
| 1995-2004        | The Tonight Show with Jay Leno                      | önmaga             |             |
| 1996             | A Simpson család                                    | Larry Burns        |             |
| 1996             | Szeleburdi Susan                                    | Artie              |             |
| 1997             | Házi barkács                                        | önmaga             |             |
| 1997             | Rodney Dangerfield's 75th Birthday Toast            | önmaga             |             |
| 1997             | Dr. Katz, Professional Therapist                    | önmaga             |             |
| 1997             | Mad TV                                              | önmaga             |             |
| 2003             | The Electric Piper                                  | Rat-A-Tat-Tat      |             |
| 2004             | Phil a jövőből                                      | Max, a kutya       |             |
| 2004             | Szívem csücskei                                     | Ed Bailey          |             |
| 2004             | Rodney                                              | önmaga             |             |
| 2004             | George Lopez                                        | biztosítási ügynök |             |

### Diszkográfia
| Cím                          | Év          |
| ---------------------------- | ----------- |
| The Loser / What's In A Name | 1966 / 1977 |
| I Don't Get No Respect       | 1970        |
| No Respect                   | 1980        |
| Rappin' Rodney               | 1983        |
| La Contessa                  | 1995        |
| Romeo Rodney                 | 2005        |
| Greatest Bits                | 2008        |

### Bibliográfia
- I Couldn't Stand My Wife's Cooking, So I Opened a Restaurant (Jonathan David Publishers, 1972) ISBN 0-8246-0144-0
- I Don't Get No Respect (PSS Adult, 1973) ISBN 0-8431-0193-8
- No Respect (Perennial, 1995) ISBN 0-06-095117-6
- It's Not Easy Bein' Me: A Lifetime of No Respect but Plenty of Sex and Drugs (HarperEntertainment, 2004) ISBN 0-06-621107-7

## Díjak és jelölések
| Év   | Díj                    | Kategória                                      | Munka | Eredmény |
| ---- | ---------------------- | ---------------------------------------------- | --- | -------- |
| 1981 | Grammy-díj             | legjobb humorlemez                             | style="background: #9EFF9E; color: #000; vertical-align: middle; text-align: center; " class="yes table-yes2 notheme"\|Elnyerte |          |
| 1981 | UCLA Jack Benny Award  | a szórakoztatás terén végzett kiemelkedő munka | Elnyerte |          |
| 1985 | Grammy-díj             | legjobb humorlemez                             | style="background: #FDD; color: black; vertical-align: middle; text-align: center; " class="no table-no2"\|Jelölve              |          |
| 1987 | Grammy-díj             | legjobb humorszerzemény                        | style="background: #FDD; color: black; vertical-align: middle; text-align: center; " class="no table-no2"\|Jelölve              |          |
| 1987 | American Comedy Award  | legviccesebb főszereplő                        | style="background: #FDD; color: black; vertical-align: middle; text-align: center; " class="no table-no2"\|Jelölve              |          |
| 1987 | MTV Video Music Award  | legjobb filmes videoklip                       | style="background: #FDD; color: black; vertical-align: middle; text-align: center; " class="no table-no2"\|Jelölve              |          |
| 1991 | AGVA Award             | az év férfi komikusa                           | Elnyerte |          |
| 1995 | American Comedy Award  | kreativitás díj                                | Elnyerte |          |
| 2002 | Hollywood Walk of Fame |                                                | Elnyerte |          |
| 2003 | Commie Award           | életműdíj                                      | Elnyerte |          |
| 2014 | Webby Award            | híresség weboldala                             | style="background: #FDD; color: black; vertical-align: middle; text-align: center; " class="no table-no2"\|Jelölve              |          |
| 2018 | Webby Award            | híresség közösségi média-jelenléte             | Jelölve |          |
| 2019 | Webby Award            | People's Voice: Event Website                  | style="background: #9EFF9E; color: #000; vertical-align: middle; text-align: center; " class="yes table-yes2 notheme"\|Elnyerte |          |